# An den Wassern zu Babel saßen wir und weinten
An den Wassern zu Babel saßen wir und weinten (« Sur les bords des fleuves de Babylone, nous étions assis et nous pleurions », psaume 137 (136)) est une œuvre pour voix et ensemble écrite par Arvo Pärt, compositeur estonien associé au mouvement de musique minimaliste.

## Historique
Œuvre composée en 1976 pour voix et un ensemble instrumental de neuf musiciens. Il existe aussi une version pour voix ou chœur mixte et orgue ainsi qu'une autre pour trombone et orchestre de chambre. Cette dernière a été donnée en première exécution publique à Stockholm en 1995, avec Christian Lindberg au trombone et l'Orchestre de chambre de Stockholm dirigés par Vladimir Ponkin. La version originale de l'œuvre est dédiée à Andres Mustonen.

## Structure
En un seul mouvement d'une durée d'environ sept à huit minutes.

## Discographie
- Sur le disque Arbos, par le Hilliard Ensemble, chez ECM Records (1987)[3]